# Ши Пин
Ши Пин (кит. 施平; 1 ноября 1911, Даяо, Юньнань — 29 июня 2024, Шанхай) — китайский учёный, политический деятель и супердолгожитель. Он посмертно признан старейшим в мире мужчиной, проживавшим с момента смерти венесуэльца Хуана Висенте Переса 2 апреля 2024 года и до своей собственной смерти. Он самый старый мужчина в истории Китайской Народной Республики и самый старый политик в мире.

## Биография
Ши родился как Ши Эри 1 ноября 1911 года в Даяо, Юньнань. В 1926 году он поступил в среднюю школу Куньмин Чэндэ. С февраля по август 1931 года он учился в Нанкинском университете, а в сентябре того же года перешел в Чжэцзянский университет, где учился на кафедре сельскохозяйственной ботаники Сельскохозяйственного колледжа до июня 1936 года и получил степень бакалавра.
В 1938 году он вступил в Коммунистическую партию Китая (КПК), а в 1941 году вступил в неё в качестве солдата и сражался в составе Новой четвёртой армии во время Второй китайско-японской войны. На момент своей смерти он был самым высокопоставленным из оставшихся в живых членов Новой четвёртой армии.
В 1953 году Ши стал вице-президентом Пекинского сельскохозяйственного университета и занимал этот пост до 1960 года.
В 1959 году его классифицировали как «правого оппортуниста». В мае 1962 года он был реабилитирован и занимал должность заместителя директора сельского отделения Восточно-Китайского бюро ЦК КПК. В конце 1967 года он был схвачен повстанцами в Пекинском сельскохозяйственном университете и помещён на карантин для обследования. После освобождения из тюрьмы его отправили в Кадровую школу 7 мая. Работа возобновилась в конце периода Культурной революции.
С августа 1978 года по апрель 1983 года он был секретарём комитета КПК Восточно-Китайского педагогического университета. С апреля 1983 года по июль 1985 года он занимал должность исполнительного заместителя директора и генерального секретаря Шанхайского городского собрания народных представителей.
В феврале 2021 года 46 бывших солдат Новой четвёртой армии старше 100 лет из Шанхайской ассоциации исторических исследований Новой четвёртой армии, в том числе Ши Пин, написали Си Цзиньпину, и Си Цзиньпин впоследствии ответил им.

## Достижения
В 1978 году 67-летний Ши Пин был назначен секретарём партийного комитета Восточно-Китайского педагогического университета (тогда известного как Шанхайский педагогический университет). В июле 1980 года Шанхайский педагогический университет восстановил своё первоначальное название Восточно-Китайского педагогического университета. В октябре того же года Ши Пин принял участие в конференции секретарей партийных комитетов национальных колледжей, организованной Министерством образования. С одобрения Министерства образования Восточно-Китайский педагогический университет стал единственной школой в стране, которая провела пилотную реформу университетской системы.
В 2009 году 98-летний Ши Пин написал «Ситуацию и опыт пилотной структурной реформы Восточно-Китайского педагогического университета» объёмом более 30 000 слов.

## Семья
- Жена: Ян Линьм (кит. 杨琳). Умерла через 18 дней после рождения сына Ши Хуайлиня — 23 января 1935 года[7].
- Сын: Ши Хуайлинь (кит. 施怀琳), родился 5 января 1935 года в Ханчжоу, провинция Чжэцзян[7]. Погиб в автокатастрофе в Чжэнчжоу, Хэнань, 21 сентября 1987 года[8].
- Внук: Ши Игун (кит. 施一公), сын Ши Хуайлиня, биофизик, академик Китайской академии наук. В настоящее время он является президентом Университета Вест-Лейк (кит. 西湖大学; Ши Игун), а ранее занимал пост вице-президента и декана Школы естественных наук Университета Цинхуа[9].

## Долгожитель
11 января 2024 года скончался колумбиец Эфраин Антонио Риос Гарсия. В возрасте 112 лет и 71 дня Ши Пин стал вторым старейшим живущим мужчиной.
2 апреля 2024 года скончался венесуэльец Хуан Висенте Перес Мора. В возрасте 112 лет и 153 дней Ши Пин стал старейшим живущим мужчиной мира.
1 июня 2024 года скончался француз Жорж Томас. В возрасте 112 лет и 213 дней Ши Пин стал последним мужчиной 1911 года рождения.
Ши умер 29 июня 2024 года в возрасте 112 лет 241 день. В августе того же года Ши Пин стал первым китайским супердолгожителем, получившим сертификат Геронтологической исследовательской группы (GRG), а из-за того, что возраст Хозиаса де Оливейры не был подтверждён, Ши Пинг посмертно стал считаться старейшим мужчиной после смерти Хуана Висенте Переса Мора. После смерти Ши старейшим мужчиной в мире стал 112-летний Джон Тиннисвуд из Великобритании.